# 大众集团

分公司或子公司區域

大众集团（德語：Volkswagen Aktiengesellschaft，簡稱為Volkswagen AG、VW AG或VAG，中文或作福斯集团、VAG集团）是德国最大的汽车集团，总部位于。公司成立于1937年，最早是由纳粹德国政府出资的国有企业，以出产甲壳虫汽车而闻名。在二战结束后，英军接管福斯汽车工厂，并在战后的艰难岁月中继续出产甲壳虫汽车。1949年英国政府将福斯交还给德国聯邦政府與地方邦政府，2009年保時捷控股公司（Porsche SE）取得福斯集團超過半數的股權成為最大股東。集團旗下有福斯汽車、奧迪、賓利、藍寶堅尼、保時捷、Škoda等數個汽車品牌。

## 股份公司主要管理层
- CEO：Herbert Diess
- 部门主管：
  - 市场部 Dr. rer. pol. Wolfgang Bernhard
  - 生产部 Francisco Javier Garcia Sanz
  - 人力部 Dr. Horst Neumann
  - 财务部 Dipl. Wirtsch.-Ing. Hans Dieter Pötsch
  - 福斯轎車部門執行長 Matthias Müller
  - 奧迪汽車公司執行長 Rupert Stadler

## 历史

### 1937年-1945年

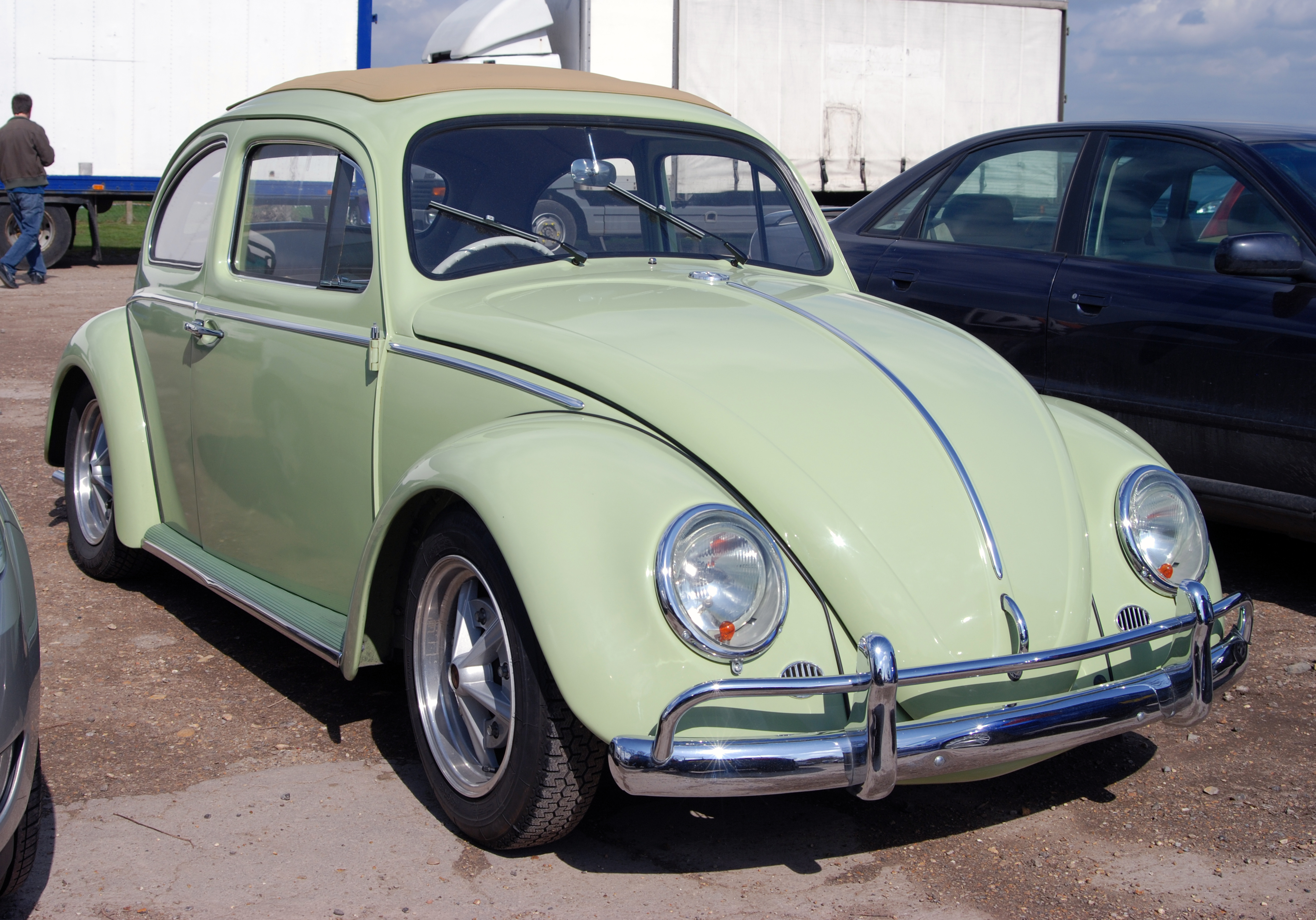
1951年产大众甲壳虫

1937年3月28日，德國納粹黨政府下轄的德意志劳工阵线成立了大众公司的前身“德国国民汽车筹备公司”，目的是为了生产保时捷60型即后来的大众1型汽车，也就是俗称的大众甲壳虫。该车由费迪南·保時捷的公司设计，大众公司则得到了德國總理阿道夫·希特勒的支持。1938年9月16日，公司更名为大众公司。
位于法勒斯莱本的工厂建成不久后，第二次世界大战爆发，工厂的主要产品改为军用的保时捷82型汽车和水陆两栖保时捷166型汽车。仅有少量的保时捷60型汽车在此期间被生产出来。法勒斯莱本工厂还生产V-1飞弹，因此也成为了盟军的主要轰炸目标。工厂的大多数工人是来自东欧的劳奴。

### 1945年-1970年
战后，1945年6月，英国皇家陆军电气机械工程团少校伊万·赫斯特接管了被炸毁的工厂并重启生产，以期待工厂成为战争赔款的一部分。然而，没有英国汽车商对此感兴趣。1948年，英国人将大众赠予美国福特汽车公司，但福特副总载欧内斯特·R·布里奇认为它一文不值。随后，布里奇宣称考虑将德国福特公司与大众合并，但由于战后大众的所有权混乱，以至于不知道与谁进行谈判。作为战后德国工业计划的一部分，包括大众在内的大部分德国工业将被拆除，全国汽车产量被控制在不超过1936年产量的10%。大众因为给英国陆军生产汽车而逃过一劫。1948年，英国政府将公司移交给德国政府，前欧宝公司主管海因里希·诺德霍夫接掌大众。德國政府日後在股市陸續賣出福斯汽車的股票，但制定了“福斯汽車法”，規定福斯汽車股東會的決議必須有八成股權同意，而德國下薩克森邦邦政府擁有百分之20.2的福斯汽車股權，實際上擁有股東會決議的否決權，因此德國政府依然控制福斯汽車的營運。

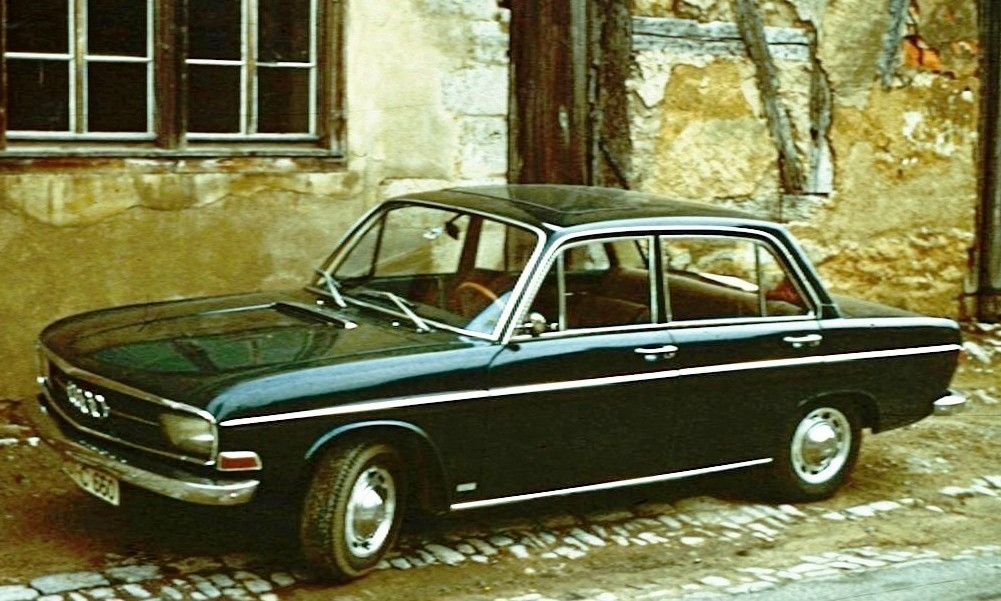
1965年至1972年间生产的奥迪F103

由于工厂重建和战后原料短缺，60型汽车（后更名为1型）的生产一直恢复缓慢，但到1950年代和1960年代，生产速度快速增长。大众开始在1型汽车的平台上推出新款汽车，包括1950年的大众2型、1955年的大众卡曼吉亚、1961年的大众3型、1968年的大众4型和1969年的大众181型。許多車款仍以金龜車（1型汽車）的機械為基礎來開發，直到1970年推出首款前輪驅動車。
1965年1月1日，大众从戴姆勒-奔驰公司手中收购了汽车联盟公司。新公司继续生产奥迪系列的战后第一款汽车：奥迪F103。1969年8月26日，另一家德国汽车制造商NSU汽车厂并入汽车联盟公司，新公司名为奥迪NSU汽车联盟公司（1985年更名为奥迪公司）。

### 1970年至2000年

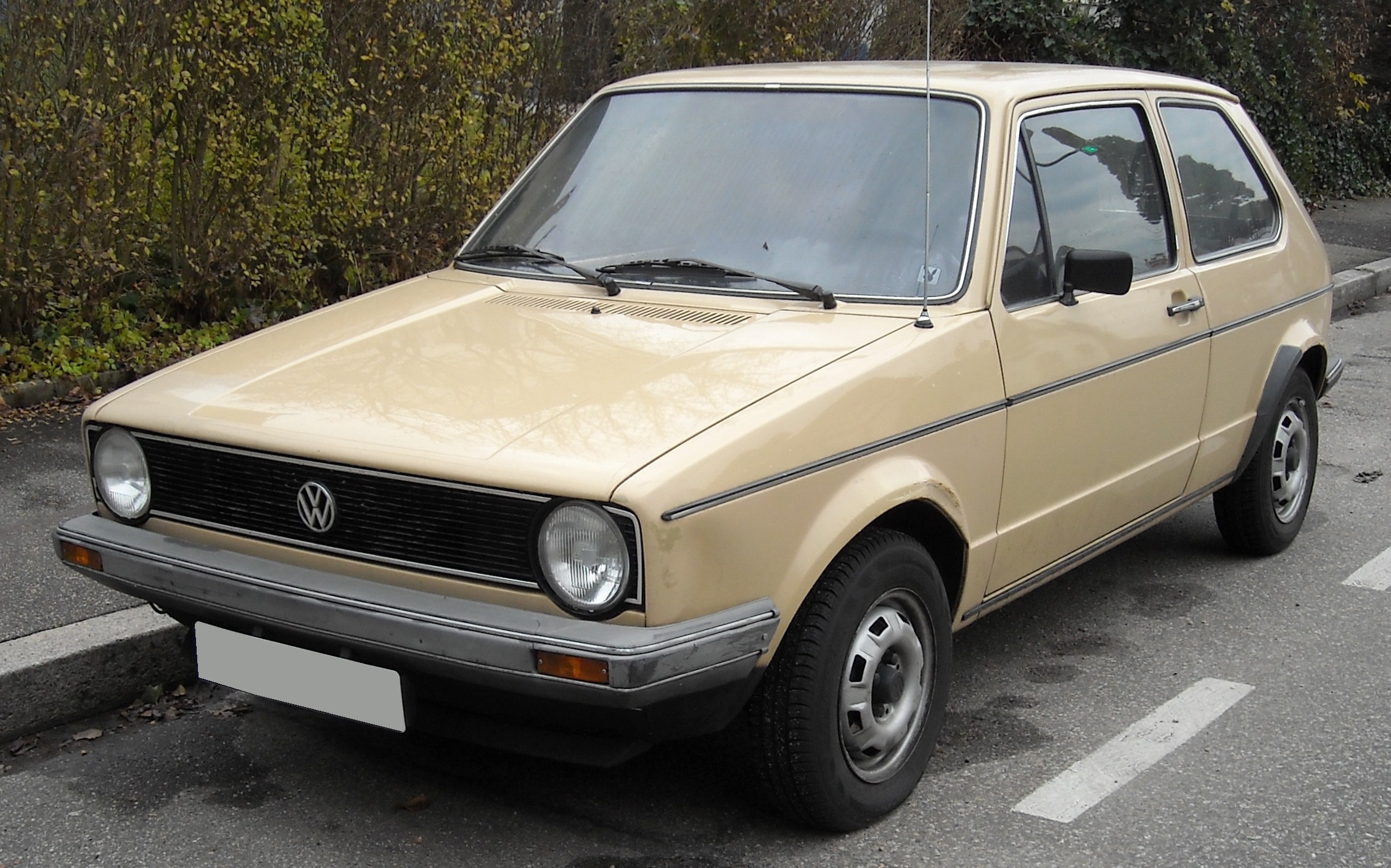
大众高尔夫Mk1

1982年9月30日，大众与西班牙汽车制造商西雅特公司签署合作协议，成为跨出德国的第一步。1986年6月18日，大众收购了西雅特公司百分之五十一的股份，成为其第一家非德国子公司。12月23日，大众又将持有股份增至百分之七十五。1990年，大众完全收购西雅特，使其成为全资子公司。
1991年3月28日，大众与捷克斯洛伐克的斯柯达汽车公司签署合资协议，获得后者百分之三十的股份，并分别在1994年和1995年将股份增至百分之六十和百分之七十。
1998年，三个著名品牌加入大众：宾利、兰博基尼和布加迪。

### 2000年至今

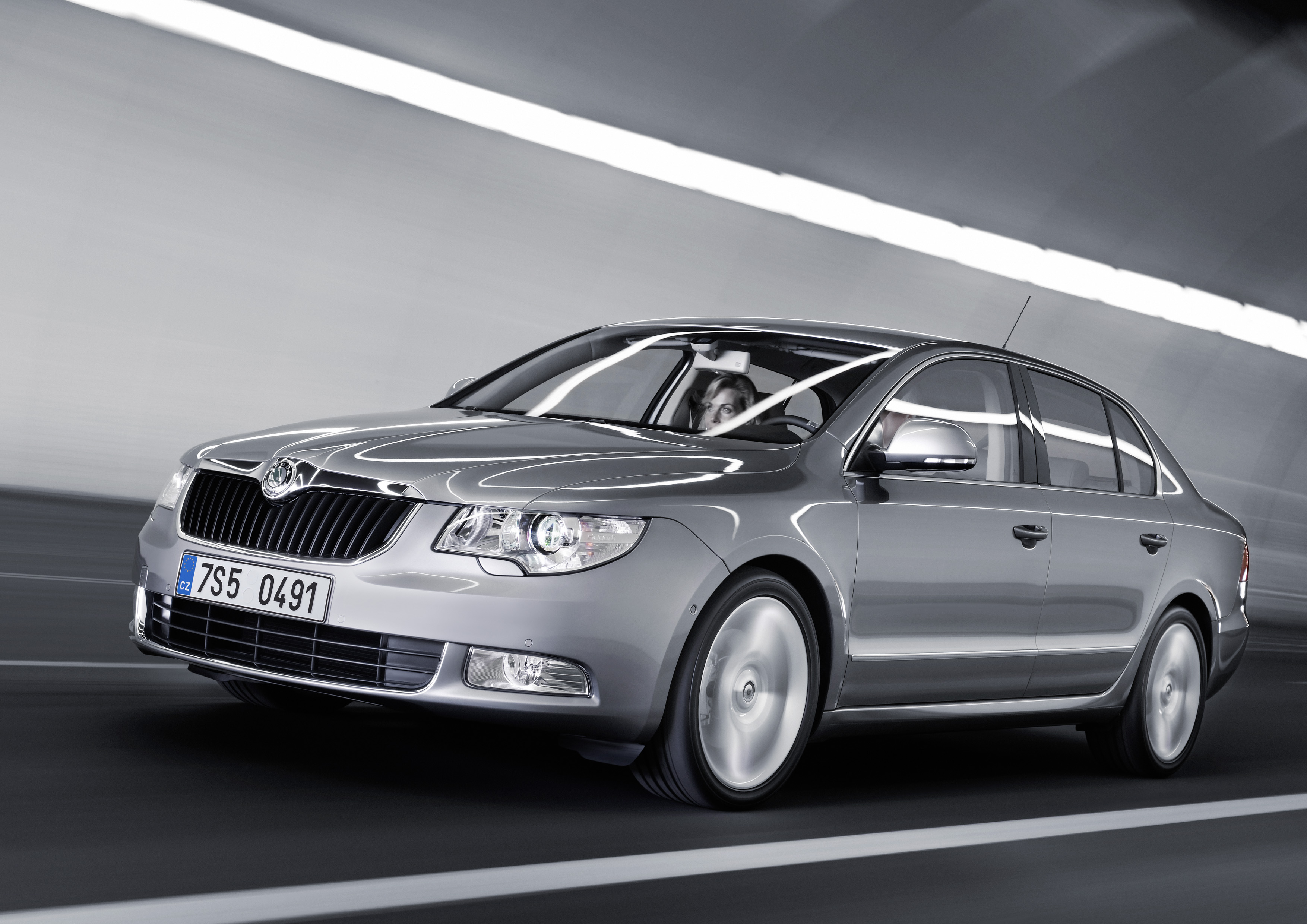
斯柯达昊锐

2000年5月30日，斯柯达成为大众的全资子公司。
2002年至2007年，大众集团重新构建了两大业务部门：奥迪品牌组多专注于运动领域，旗下包括奥迪、西雅特和兰博基尼；大众品牌组则更专注于经典领域，旗下包括大众、斯柯达、宾利和布佳迪。2007年歐盟判決“福斯汽車法”違反歐盟憲法而無效。
2009年10月24日，有消息称大众集团有意收购其长期合作伙伴威廉·卡曼公司。11月，大众监理会同意收购卡曼公司，并计划于2012年重启后者在奥斯纳布吕克工厂的卡车生产。
2009年年初，保時捷控股公司（Porsche SE）收購福斯汽車超過半數的股權，但金融海嘯讓保時捷控股公司也出現資金不足的問題，12月，保時捷控股公司把旗下保時捷汽車公司（Porsche AG）的百分之四十九点九的股份賣給福斯汽車，迈出与其合建汽车集团的第一步。2012年7月4日，大众宣布收购保时捷汽車公司百分之百的股份，但保時捷控股公司已擁有福斯汽車集團公司（VW AG）過半數股權。2013年歐盟法庭宣判"福斯汽車法"中規定福斯汽車股東會決議須有八成股權同意的規定無效，保時捷控股公司正式控制了福斯汽車集團公司，保時捷控股公司中保時捷家族擁有半數股權，但卻有百分之百的股東投票權，保時捷家族因此在實際上控制了福斯汽車集團。不過保時捷控股公司並未擁有百分之75的福斯汽車集團股權，所以福斯汽車集團的營收不列入保時捷控股公司的營收。
2010年1月15日，大众集团宣布收购铃木公司百分之十九点九的股份，而铃木则持有大众百分之一点四九的股份。2011年，铃木向伦敦法院提起诉讼，要求大众归还其百分之十九点九的股份。
2010年5月25日，大众集团通过其子公司兰博基尼控股公司收购了意大利设计-乔治亚罗公司百分之九十点一的股份。

#### 排放醜聞
2015年9月18日，美國環保署表示德國福斯集團（Volkswagen AG）坦承2009年來在美國廢氣檢驗時作弊，在美國銷售的柴油車中裝設的軟體只有在接受官方測試時，才會全面啟動廢氣排放控制，車輛實際行駛時，會排放超標10到40倍於法定標準的廢氣。受影響的車輛近50萬輛，福斯可能因此招致180億美元罰款。21日股價最深重挫23%，跌幅六年最深，一天內市值蒸發154億歐元（174億美元）。时任CEO马丁·文德恩引咎辞职。
2018年6月18日，慕尼黑检察官以奥迪全球CEO鲁伯特·施泰德“试图妨碍检方对大众柴油尾气排放造假的进一步调查”为由将其逮捕。

## 大众汽车在大中华地区

### 台湾
1963年，臺灣的永業集團取得福斯的代理權，正式進入臺灣市場。自1994年起，慶眾汽車開始在臺生產的T4箱型車直至2004年停產。1999年福斯收回永業之臺灣代理權，2000年轉交由臺鳳汽車、太古汽車代理。2015年1月1日起由母公司收回代理權，設立直營的臺灣福斯汽車，原總代理太古標達汽車轉型為臺灣福斯汽車的經銷商。

### 中国大陆

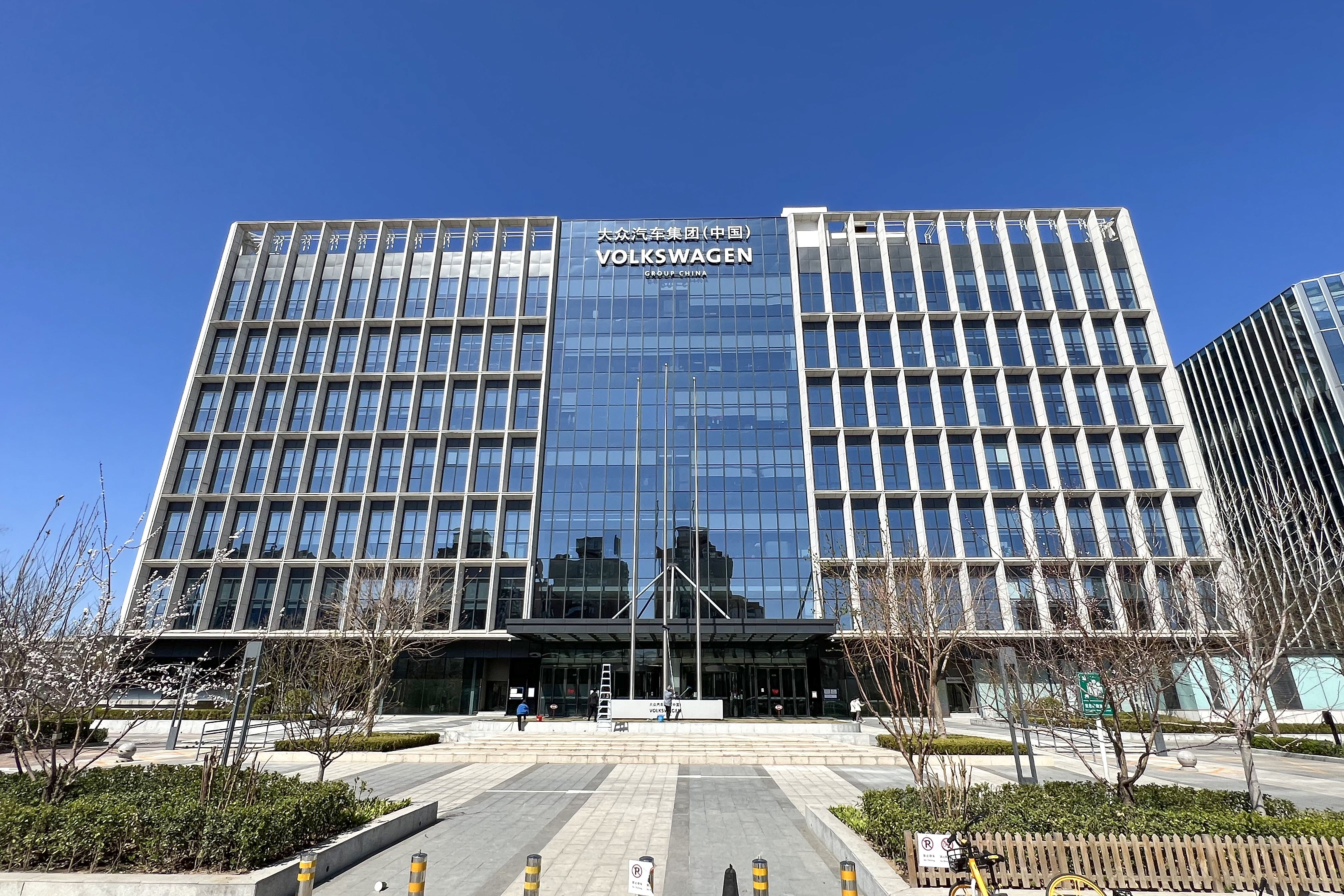
福斯汽車（中国）投资有限公司总部，位于北京市朝阳区太阳宫地区

1985年3月，大众汽车股份公司宣布进入中華人民共和國市场，与中方合资组建上海大众，大众汽车股份公司控股50%，也成为第一个进入中国市场的外国汽车企业。上海大众生产的桑塔纳轿车在很长一段时间内都占据了中国汽车市场的最大份额。

## 公司架构

### 汽车品牌
- 大众（Volkswagen）
- 保時捷（Porsche）
- 奥迪（Audi）
- （Lamborghini）
- （Bentley）
- （SEAT）
- 捷達（Jetta）

### 傳拓集團
2018年8月，福士重型商用車部門重新命名為傳拓集團（Traton group），並成為福士集團旗下的子公司，而傳拓集團的旗下品牌包括：
- 斯堪尼亚（Scania）（持有99.57%股份）
- 曼恩（MAN）（持有71.08%的股本[28]和75.03%的投票权[29]）
- 福士重型貨車及巴士部(Volkswagen Trucks and Buses)，只限南美洲市場，由曼恩（MAN）集團管理。
- 美國航星萬國公司（英语：Navistar International Corporation）。
- RIO，Traton集團旗下的數碼部門。

### 機車
- 杜卡迪（Ducati）

### 金融服务
- 大众金融服务公司
- 大众银行
- Europcar（2006年3月，转卖给法国投资公司Eurazeo）

### IT服务业
- gedas(大众子公司，2005年12月，转卖给德国电信)

### 體育业务
- 沃尔夫斯堡足球俱乐部(VfL Wolfsburg) 全資由福士擁有，該隊主場為大众汽车球场；現於德國甲組足球聯賽角逐，並為2008-2009年度冠軍。

## 福斯全球分公司
|          | 公司                                  | 地点                                                | 员工数目 (截止2004年12月31日) |
| -------- | ------------------------------------- | --------------------------------------------------- | ----------------------------- |
| 欧洲     |                                       |                                                     |                               |
| 德国     | 奥迪公司                              | 内卡苏尔姆 因戈尔施塔特                             | 大约44700                     |
| 德国     | 大众公司                              | 沃尔夫斯堡 汉诺威 卡塞尔 不伦瑞克 埃姆登 薩爾茨吉特 | 大约102500                    |
| 德国     | 大众萨克森公司                        | 开姆尼茨 摩泽尔                                     | 大约7300                      |
| 德国     | 奥迪5000公司                          | 沃尔夫斯堡                                          | 大约3700                      |
| 德国     | 德累斯顿装配公司                      | 德累斯顿                                            | 大约400                       |
| 德国     | 大众金融服务公司                      | 不伦瑞克                                            | 大约3600                      |
| 德国     | Sitech公司                            | 沃尔夫斯堡                                          | 大约1300                      |
| 比利时   | 比利时布鲁塞尔大众汽车公司            | 布鲁塞尔                                            | 大约5700                      |
| 波黑     | Sarajevo大众汽车公司                  | 薩拉熱窩                                            | 大约300                       |
| 英国     | 宾利汽车工厂                          | 克魯                                                | 大约3700                      |
| 意大利   | 兰博基尼汽车公司                      | Sant'Agata-Bolognese                                | 大约58                        |
| 意大利   | 兰博基尼汽车公司                      | Sant'Agata-Bolognese                                | 大约657                       |
| 意大利   | 兰博基尼Artimarca                     | Sant'Agata-Bolognese                                | 5                             |
| 波兰     | 波茲南大众公司                        | 波茲南                                              | 大约4700                      |
| 波兰     | 波蘭大众汽车公司                      | 波爾科維采                                          | 大约1000                      |
| 波兰     | Sitech z o.o                          | 波爾科維采                                          | 大约1250                      |
| 葡萄牙   | Volkswagen AutoEuropa-Automóveis Lda. | 塞圖巴                                              | 大约3000                      |
| 西班牙   | 西亚特SEAT                            | 巴塞罗那 馬爾托雷爾                                 | 大约16300                     |
| 西班牙   | Gearbox del Prat, S.A.                | 略夫雷加特河畔埃爾普拉特                            | 大约1250                      |
| 西班牙   | Volkswagen Navarra, S.A.              | 潘普洛纳                                            | 大约4400                      |
| 斯洛伐克 | 斯洛伐克大众公司                      | 布拉提斯拉瓦 Martin                                 | 大约8300                      |
| 捷克     | 斯柯达汽车公司                        | 姆拉達-博萊斯拉夫 弗爾赫拉比                        | 大约21800                     |
| 匈牙利   | 奥迪匈牙利公司                        | 焦爾                                                | 大约5100                      |

| 北美   |                |          |           |
| 墨西哥 | 大众墨西哥公司 | 普埃布拉 | 大约13500 |

| 南美   |                |                                                                      |           |
| 阿根廷 | 阿根廷大众公司 | 科爾多瓦 布宜諾斯艾利斯                                              | 大约2700  |
| 巴西   | 巴西大众公司   | 庫里奇巴 Resende Sao Bernardo do Campo (Anchieta) São Carlos Taubaté | 大约22300 |

| 非洲 |              |           |          |
| 南非 | 南非大众公司 | Uitenhage | 大约6200 |

| 亚洲           |                          |            |           |
| 印度           | 斯柯达印度公司           | 奧郎加巴德 | 大约300   |
| 以色列         | Dead Sea Magnesium Ltd.  | S´dom      | 大约300   |
| 中华人民共和国 | 上海大众汽车有限公司     | 上海       | 大约13400 |
| 中华人民共和国 | 一汽-大众汽车有限公司    | 长春       | 大约8300  |
| 中华人民共和国 | 大众变速器公司           | 上海       | 大约300   |
| 中华人民共和国 | 大众汽车（安徽）有限公司 | 合肥       |           |
| 俄罗斯         | OOO Volkswagen Group Rus | 卡盧加     | 不明      |
| 中華民國       | Volkswagen Group Taiwan  | 臺北市     |           |

## 业绩
| 年份 | 营业额 （十亿欧元） | 税后所得 （十亿欧元） | 汽车产量 （千辆） | 年平均员工数目 （千人） |
| ---- | ------------------- | --------------------- | ----------------- | ----------------------- |
| 2006 | 104.875             | 2.750                 | 5720              | 325                     |
| 2005 | 95.27               | 1.120                 | 5193              | 345                     |
| 2004 | 88.96               | 0.72                  | 5143              | 343                     |
| 2003 | 84.81               | 1.00                  | 5016              | 335                     |
| 2002 | 85.29               | 2.60                  | 4996              | 324                     |
| 2001 | 87.30               | 2.93                  | 5107              | 324                     |
| 2000 | 81.84               | 2.61                  | 5,165             | 322                     |
| 1997 | 57.8 (113.0 DM)     | 空缺                  | 空缺              | 280                     |
| 1990 | 34.8 (85.5 DM)      | 空缺                  | 空缺              | 261                     |
| 1972 | 8.18 (16.0 DM)      | 空缺                  | 空缺              | 192                     |